# Nowa Wieś (Piaski)
Nowa Wieś – część wsi Piaski w Polsce położona w województwie łódzkim, w powiecie łowickim, w gminie Nieborów.
W latach 1975–1998 Nowa Wieś administracyjnie należała do województwa skierniewickiego.